# Max Topplin
 (juillet 2018).
Si vous disposez d'ouvrages ou d'articles de référence ou si vous connaissez des sites web de qualité traitant du thème abordé ici, merci de compléter l'article en donnant les références utiles à sa vérifiabilité et en les liant à la section « Notes et références ».
Max Topplin, né  le 14 décembre 1989 à Toronto, Ontario, est un acteur canadien.

## Biographie
Il fait ses débuts en tant qu'acteur dans la série américaine Ghost Trackers (en). Il est surtout connu pour son rôle de Harold Gunderson dans la série d'US Network Suits : Avocats sur mesure en tant que personnage récurrent.

## Filmographie

### Télévision
- 2008 : Fringe : Angry Teen
- 2008-2009 : Degrassi : La Nouvelle Génération (Degrassi: The Next Generation) : Dyson
- 2010 : Haven : Matt West
- 2011-2015 : Suits : Avocats sur mesure (Suits) : Harold Gunderson

### Cinéma
- 2006 : Ghost Trackers : Max
- 2008 : L'Incroyable Hulk (The Incredible Hulk) : Jimmy
- 2008 : Camp Rock : Garçon #1
- 2008 : House Party : Birdy
- 2009 : Indie à tout prix (How to Be Indie) : Madison
- 2010 : Todd and the Book of Pure Evil : Len Bergman
- 2011 : MetaJets : Doug Fontaine
- 2012 : Dead Before Dawn 3D : Dave
- 2012 : Sunshine Sketches of a Little Town : Bob
- 2012 : The Forest (The Barrens) : Zach
- 2013 : Carrie : La Vengeance (Carrie) : Jackie